# Passiflora spectabilis
Passiflora spectabilis Killip – gatunek rośliny z rodziny męczennicowatych (Passifloraceae Juss. ex Kunth in Humb.). Występuje endemicznie w Peru. 

## Morfologia
PokrójZdrewniałe, trwałe, nagie liany.
LiściePotrójnie klapowane. Mają 6–12 cm długości oraz 10–20 cm szerokości. Całobrzegie, z ostrym wierzchołkiem. Ogonek liściowy jest owłosiony. Przylistki są owalne o długości 80 mm.
KwiatyPojedyncze lub zebrane w pary. Działki kielicha są podłużne. Płatki są liniowe. Przykoronek ułożony jest w 4 rzędach, biało-niebieski, ma 4–20 mm długości.
OwoceSą kulistego kształtu. Mają 5 cm średnicy.